# Golfo Slavjanskij
Il golfo Slavjanskij (in russo Славянский залив?; in italiano "slavo") è un'insenatura situata sulla costa nord-occidentale del golfo dell'Amur (compreso a sua volta nel golfo di Pietro il Grande), in Russia. Si affaccia sul mar del Giappone e appartiene al Chasanskij rajon, nel Territorio del Litorale (Circondario federale dell'Estremo Oriente).

## Geografia
Il golfo Slavjanskij è compreso tra la parte meridionale della penisola di Jankovskij (che lo separa dalla baia della Narva), a nord, e la penisola di Bruce, o Brjus (in russo: полуостров Брюса), a sud, che la separa a sua volta dal golfo Baklan. L'estremità della penisola di Bruce è capo Bruce (in russo мыс Брюса, mys Brjusa) dove si trova il faro Bjusse (Маяк Бюссе). Il golfo è lungo 9,3 km e largo all'ingresso 4,85 km; la profondità massima è di 21 m. Lo sviluppo costiero è di 35 km e la superficie totale 42,7 km².
Due isole chiudono parzialmente l'ingresso del golfo Slavjanskij a nord-est: l'isola di Sidorov e l'isola di Gerasimov. Nella parte nord-occidentale del golfo c'è la baia Severnaja (бухта Северная) dove sfocia il fiume Brus'ja (река Брусья), un'altra insenatura è a sud-ovest, dove si trova la cittadina di Slavjanka, capoluogo del Chasanskij rajon.

## Collegamenti esterni

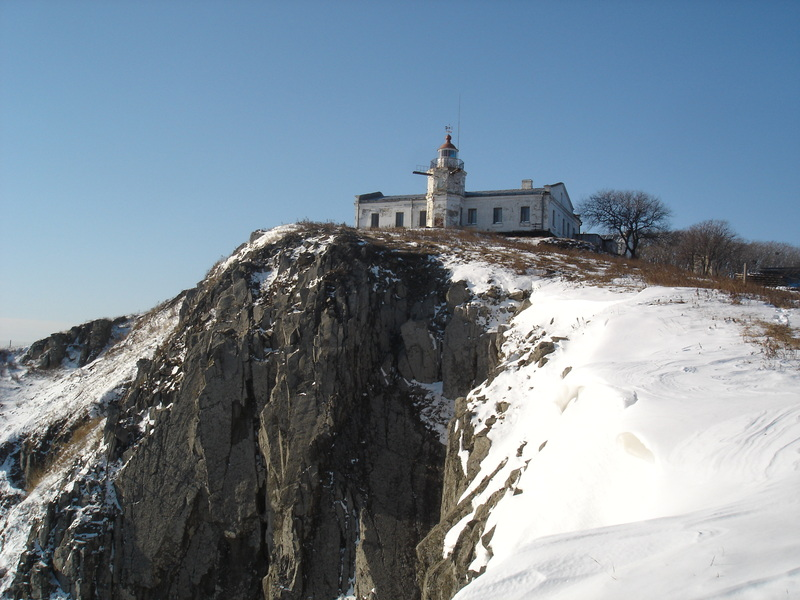
Il faro Bjusse a capo Brjuc.